# Urbenville
Urbenville – miasto w Australii, w stanie Nowa Południowa Walia.